# Bziv, Barîșivka
Bziv (în ucraineană Бзів) este o comună în raionul Barîșivka, regiunea Kiev, Ucraina, formată numai din satul de reședință.

## Demografie
Componența lingvistică a comunei Bziv
     Ucraineană (95,81%)
     Rusă (3,64%)
     Alte limbi (0,11%)
Conform recensământului din 2001, majoritatea populației comunei Bziv era vorbitoare de ucraineană (95,81%), existând în minoritate și vorbitori de rusă (3,64%).